# Sepci
Sepci (izvirno srbsko Сепци) je naselje v Srbiji, ki upravno spada pod Občino Rača; slednja pa je del Šumadijskega upravnega okraja.

## Demografija
V naselju živi 567 polnoletnih prebivalcev, pri čemer je njihova povprečna starost 47,0 let (45,4 pri moških in 48,6 pri ženskah). Naselje ima 225 gospodinjstev, pri čemer je povprečno število članov na gospodinjstvo 2,99.
To naselje je, glede na rezultate popisa iz leta 2002, večinoma srbsko, a v času zadnjih treh popisov je opazno zmanjšanje števila prebivalcev.
|  |

| Demografija | Demografija     | Demografija     |
| Leto        | Št. prebivalcev | Št. prebivalcev |
| ----------- | --------------- | --------------- |
|             |                 |                 |
|             |                 |                 |
|             |                 |                 |
|             |                 |                 |
| 1948        | 1355            |                 |
| 1953        | 1324            |                 |
| 1961        | 1267            |                 |
| 1971        | 1082            |                 |
| 1981        | 977             |                 |
| 1991        | 838             | 814             |
| 2002        | 702             | 673             |
|             |                 |                 |

| Etnična sestava po popisu iz leta 2002 | Etnična sestava po popisu iz leta 2002 | Etnična sestava po popisu iz leta 2002 | Etnična sestava po popisu iz leta 2002 | Etnična sestava po popisu iz leta 2002 |
| -------------------------------------- | -------------------------------------- | -------------------------------------- | -------------------------------------- | -------------------------------------- |
| Srbi                                   | Srbi                                   |                                        | 665                                    | 98,81%                                 |
| Makedonci                              | Makedonci                              |                                        | 3                                      | 0,44%                                  |
| Jugoslovani                            | Jugoslovani                            |                                        | 2                                      | 0,29%                                  |
| Slovenci                               | Slovenci                               |                                        | 1                                      | 0,14%                                  |
| Rusi                                   | Rusi                                   |                                        | 1                                      | 0,14%                                  |
| Neznano                                | Neznano                                |                                        | 1                                      | 0,14%                                  |